# Locust, North Carolina
Locust är en stad (city) i Cabarrus County, och Stanly County, i North Carolina. Vid 2010 års folkräkning hade Locust 2 930 invånare.